# Zalmoxis pumila
Zalmoxis pumila is een hooiwagen uit de familie Zalmoxioidae.